# Mickey Shaughnessy
Mickey Shaughnessy, geboren als Joseph Michael Shaughnessy (5 augustus 1920 - 23 juli 1985) was een Amerikaanse acteur van Ierse afkomst.

## Biografie
Shaughnessy werd geboren in 1920. In 1952 speelde hij in zijn eerste film The Marrying Kind. In de jaren 50 had hij nog rollen in bekende films zoals From Here to Eternity uit 1953 en Jailhouse Rock uit 1957. In de jaren 60 speelde hij onder meer in The Adventures of Huckleberry Finn (1960) en How the West Was Won (1962). Shaughnessy acteerde tot aan zijn dood in 1985 op 64-jarige leeftijd.

## Beknopte filmografie
- The Marrying Kind (1952)
- From Here to Eternity (1953)
- Designing Woman (1957)
- Jailhouse Rock (1957)
- The Sheepman (1958)
- The Adventures of Huckleberry Finn (1960)
- North to Alaska (1960)
- Pocketful of Miracles (1961)
- How the West Was Won (1962)

- Biblioteca Nacional de España: XX1623418
- Bibliothèque nationale de France: cb14226669j (data)
- International Standard Name Identifier: 0000 0000 4311 7859
- Library of Congress Control Number: no92022976
- Nationale Bibliotheek van Israël: 987007345772605171
- Virtual International Authority File: 22353557
- WorldCat: E39PBJc7RkqCc3pW9mKm6r9MT3